# 塔儿村乡
塔儿村乡，是中华人民共和国河北省张家口宣化区下辖的一个乡镇级行政单位。

## 行政区划
塔儿村乡下辖以下地区：
塔儿村、西甘庄村、高崖村、窑子头村、羊圈沟村、南庄子村、水沟寨村、辛窑子村、吕家庄村、王千户村、背坡村、前堡村、滴水崖村、保家庄村、王家窑村、西庄子村、刘贵贤村、郑家沟村和卜兴庄村。